# 아트 힌들

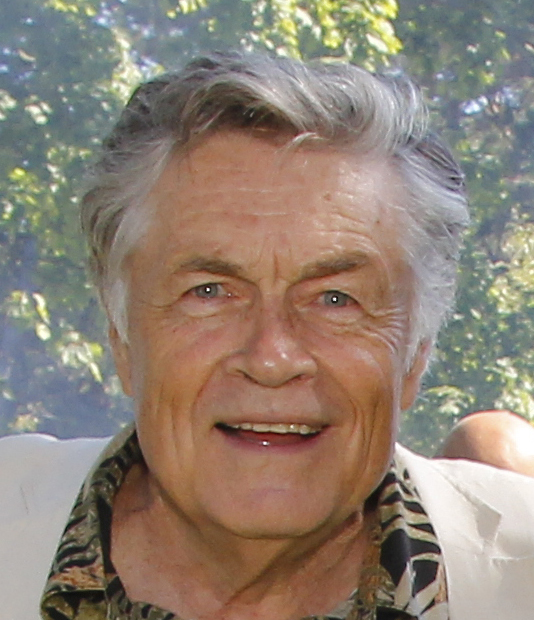

아트 힌들(Art Hindle, 1948년 7월 21일 ~ )은 캐나다의 배우, 영화 감독이다.

## 영화
- 더 퍼포먼스 (2017년)
- 아담스 테스터먼트 (2017년)
- 프로스큐팅 케이시 안토니 (2013년)
- 선데이 펀치 (2013년)
- 몬스터 브롤 (2011년) - 사스콰치 시드 터커 역
- 투 레이트 투 세이 굿바이 (2009년)
- 오프스프링 (2009년)
- 어 티처스 크라임 (2008년)
- 원 웨이 (2007년)
- 어 크리스마스 웨딩 (2006, A Christmas Wedding)
- 크리스마스 인 보스턴 (2005년)
- 인크립트 (2003년)
- 더 트립 (2002년)
- 세인트 시너 (2002년)
- 진실을 위하여 (1999, Our Guys: Outrage at Glen Ridge)
- 슬리핑 도그 라이 (1998년)
- 할리퀸 - 웨이팅 게임 (1998년)
- 라이어, 라이어 (1993년)
- 시티 레인져 (1993년)
- 사랑의 선택 (1990년)
- 비버리힐즈의 아이들 (1990년)
- 이엔지 (1989년)
- 스피드 존 (1989년)
- 화염 속으로 (1987년)
- 잠복 작전 (1987년)
- FBI의 대부 후버 (1987년)
- 세이 예스 (1986년)
- 써로게이트 (1984년)
- 포키스 2 (1983년)
- 설원의 야생마 (1983년)
- 옥타곤 (1980년)
- 브루드 (1979년)
- 달라스 (1978년)
- 외계의 침입자 (1978년) - 닥터 조프리 하웰 역
- 블랙 크리스마스 (1974년) - 크리스 헤이든 역
- 폭시 레이디 (1971년)